# Minröjningsorm

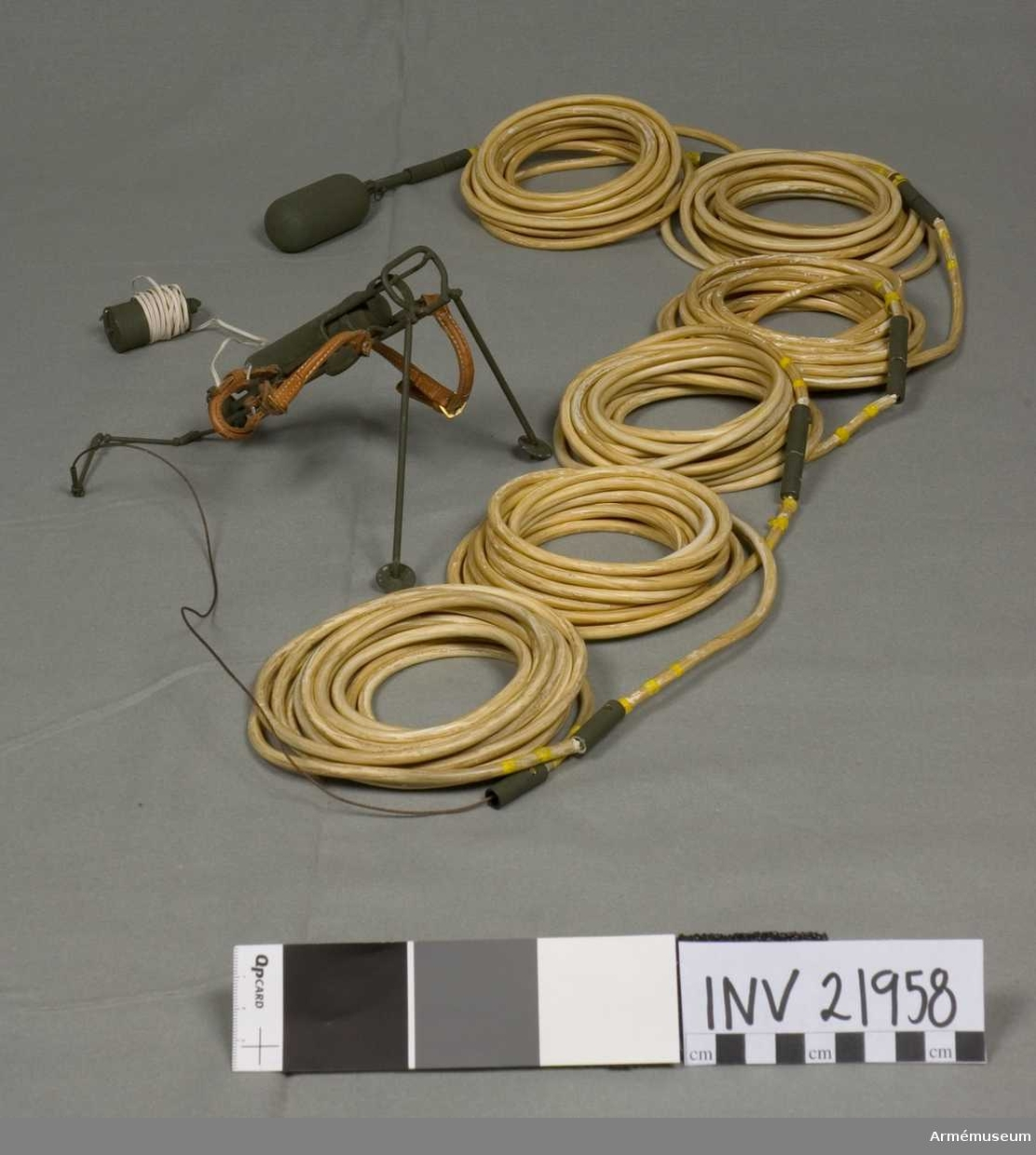
Modell av minröjningsorm 10.

Minröjningsorm eller minorm är en minröjningsanordning som används till att spränga minfria stigar genom minerade landområden. Det är i sin enkelhet en lång korv stoppad med sprängmedel som skjuts ut över ett minerat fällt med hjälp av en raket. När minormen lagt sig i en linje på marken bringas den att explodera och därvid ta med sig alla närliggande minor.  Detta skapar en 0,25 till 0,5 meter bred stig genom minfältet som sedan kan användas för framryckning. Längden på stigen är vanligen mellan 100 och 200 meter.